# Адо Ігор Дмитрович
І́гор Дми́трович Адо́ (17 січня 1910, Казань — 30 червня 1983) — російський математик. Учень Миколи Чеботарьова. Доктор фізико-математичних наук. Професор (1939). Заслужений діяч науки і техніки Татарської АРСР (1955). Рідний брат патофізіолога Андрія Адо, двоюрідний брат історика Анатолія Адо.

## Біографія
1931 року закінчив Казанський університет.
У 1931—1941 роках працював у Казанському університеті, від 1935 року працював у Казанському хіміко-технологічному інституті.

## Наукова діяльність
Праці Адо стосуються алгебри.
Довів теорему про те, що кожна алгебра Лі має точне лінійне представлення в скінченновимірному просторі. Цей результат відомий математикам як теорема Адо. Історія її доведення така. Працюючи над проблемою резольвент, Микола Чеботарьов зіштовхувся з питанням про «одягання» скінченних груп групами Лі, що породило задачу про представлення алгебр Лі матрицями. Цю тему він дав своєму аспіранту Ігореві Адо. 1935 року Адо розв'язав задачу та довів відповідну теорему. Цю роботу він подав як кандидатську дисертацію, але вчена рада присудила Адо відразу ступінь доктора фізико-математичних наук. Це дослідження принесло 25-річному Адо світову відомість: здобутий ним результат увійшов у сучасні монографії з теорії алгебр Лі як теорема Адо.

## Електронні джерела
- Музей історії Казанського університету [Архівовано 11 липня 2007 у Wayback Machine.] (рос.)

1. 1 2  https://arxiv.org/pdf/1908.08361.pdf
2. 1 2  Математичний генеалогічний проєкт — 1997.